# ロサンゼルス映画批評家協会賞
ロサンゼルス映画批評家協会（ロサンゼルスえいがひひょうかきょうかいしょう、Los Angeles Film Critics Association）は、1975年から始まった組織。同年から協会賞が開催されており、ゴールデングローブ賞とともにアカデミー賞の前哨戦として注目される。
ハリウッドのお膝元ながら、アカデミー賞と異なる独自の路線が特徴。最優秀作品賞は1994年以降『ハート・ロッカー』、『スポットライト 世紀のスクープ』、『ムーンライト』、『パラサイト 半地下の家族』の四度しかかぶらず、アカデミー賞とはほとんど共通していない。主要賞に外国映画を選ぶことも多く、特に女優賞は2003年から2013年までの11回で非アメリカ人が10回受賞している。

## 部門
- 作品賞
- 監督賞
- 主演俳優賞
- 助演俳優賞
- アニメ映画賞
- 撮影賞
- 非英語作品賞
- ドキュメンタリー賞
- 脚本賞
- 美術賞
- 音楽賞

廃止された賞
- 主演男優賞
- 主演女優賞
- 助演男優賞
- 助演女優賞

## 作品賞受賞リスト
- 1975年 第1回 「カッコーの巣の上で」「狼たちの午後」
- 1976年 第2回 「ネットワーク」「ロッキー」
- 1977年 第3回 「スター・ウォーズ」
- 1978年 第4回 「帰郷」
- 1979年 第5回 「クレイマー・クレイマー」
- 1980年 第6回 「レイジング・ブル」
- 1981年 第7回 「アトランティック・シティ」
- 1982年 第8回 「E.T.」
- 1983年 第9回 「愛と追憶の日々」
- 1984年 第10回 「アマデウス」
- 1985年 第11回 「未来世紀ブラジル」
- 1986年 第12回 「ハンナとその姉妹」
- 1987年 第13回 「戦場の小さな天使たち」
- 1988年 第14回 「リトル・ドリット」
- 1989年 第15回 「ドゥ・ザ・ライト・シング」
- 1990年 第16回 「グッドフェローズ」
- 1991年 第17回 「バグジー」
- 1992年 第18回 「許されざる者」
- 1993年 第19回 「シンドラーのリスト」
- 1994年 第20回 「パルプ・フィクション」
- 1995年 第21回 「リービング・ラスベガス」
- 1996年 第22回 「秘密と嘘」
- 1997年 第23回 「L.A.コンフィデンシャル」
- 1998年 第24回 「プライベート・ライアン」
- 1999年 第25回 「インサイダー」
- 2000年 第26回 「グリーン・デスティニー」
- 2001年 第27回 「イン・ザ・ベッドルーム」
- 2002年 第28回 「アバウト・シュミット」
- 2003年 第29回 「アメリカン・スプレンダー」
- 2004年 第30回 「サイドウェイ」
- 2005年 第31回 「ブロークバック・マウンテン」
- 2006年 第32回 「硫黄島からの手紙」
- 2007年 第33回 「ゼア・ウィル・ビー・ブラッド」
- 2008年 第34回 「WALL・E/ウォーリー」
- 2009年 第35回 「ハート・ロッカー」
- 2010年 第36回 「ソーシャル・ネットワーク」
- 2011年 第37回 「ファミリー・ツリー」
- 2012年 第38回 「愛、アムール」
- 2013年 第39回 「ゼロ・グラビティ」「her/世界でひとつの彼女」
- 2014年 第40回 「6才のボクが、大人になるまで。」
- 2015年 第41回 「スポットライト 世紀のスクープ 」
- 2016年 第42回 「ムーンライト」
- 2017年 第43回 「君の名前で僕を呼んで」
- 2018年 第44回 「ROMA/ローマ」
- 2019年 第45回 「パラサイト 半地下の家族」
- 2020年 第46回 「Small Axe」
- 2021年 第47回 「ドライブ・マイ・カー」
- 2022年 第48回 「エブリシング・エブリウェア・オール・アット・ワンス」、「TAR/ター」

## 記録
最多受賞
- 5部門 - サイドウェイ(作品賞、助演男優賞、助演女優賞、監督賞、脚本賞)